# 黑眼圈
黑眼圈又称睑黡，也有人稱熊貓眼，英譯為Periorbital dark circles或是dark circles，是眼眶部份皮膚偏黑的情形，有可能是本身的暗沈，也可能是陰影。有許多造成黑眼圈的原因，例如睡眠不足等，而遺傳也是造成黑眼圈的原因之一。

## 分類

### 血管型黑眼圈
由於眼部的皮膚是些微透明的，所以有時靜脈在比較淺層或是靜脈曲張時，就可以在皮下看到明顯的青色血管，如該血管在稍深的地方，看起來藍藍黑黑或是紫紫紅紅的感覺。
常見的原因包括體質、鼻子過敏、熬夜疲勞、用藥（具血管擴張效果的用藥）、生病（貧血、肝病…等）。在平時的保養中，適時地用溫熱毛巾熱敷，或輕柔地按摩，促進眼周的血液循環，會是有幫助的。

### 色素型黑眼圈
因為黑色素沉積在眼周所造成的黑眼圈，常見的原因包括體質、過敏等慢性發炎（例如保養品過敏、脂漏性皮膚炎…等）、色素斑如肝斑、顴骨母斑、使用會促進色素增生的產品，例如睫毛生長液。

### 凹陷型黑眼圈
因為眼眶周圍的凹陷經由日光、燈光的投射所造成的陰影，又可以分為眼眶和眼眶下。眼眶通常是在眼球上面的凹陷所造成的陰影居多；而眼眶下通常就是以淚溝（tear trough、nasojugal groove）的表現居多。

## 成因
導致黑眼圈的原因其實有多種，譬如睡眠不足、脫水、酗酒和飲食不均衡等都是導致黑眼圈出現的因素，也有可能是遺傳或是衰老導致的。根據美國眼科學會的研究，隨著年齡的增長，眼睛周圍膠原蛋白的分解會導致脂肪轉移到下眼瞼，產生暗影和浮腫，加上我們的皮膚會逐漸變薄，這種變薄的現象使得血管更容易被人們看見，進一步使黑眼圈的形成加重。這就是導致黑眼圈形成的最常見原因，即由於深層脂肪的流失而導致的眼底凹陷。另一個鮮為人知的黑眼圈原因是揉眼睛，過敏症會新增紅腫，揉眼睛會因刺激而新增色素而導致皮膚變黑，因此要盡量避免揉眼睛。